# Вомбати
Вомбатите (Vombatidae) са семейство средноголеми торбести животни от клас Бозайници (Mammalia). Това е едно от двете съвременни семейства в подразред Вомбатоподобни на разред двурезцови торбести. Вомбатите са ровещи тунели тревоядни животни, външно напомнящи малки мечета или много големи хамстери.
Семейството включва два съвременни рода с три вида, разпространени в южните и източни части на Австралия. Вомбатите достигат около 1 m дължина и маса между 20 и 35 kg. Хранят се с трева, кора и корени на растения.
Възрастният вомбат почти няма естествени врагове. Един от малкото му неприятели е кучето динго. Освен това, опасност може да представлява и тасманийският дявол.
Обмяната на веществата при вомбатите е много бавна и ефективна. За да смели храната, на вомбата са му необходими до 14 дни. Вомбатите са най-икономичните потребители на вода от всички млекопитаещи след камилата: достатъчни са им само 22 ml вода на килограм телесна маса
на денонощие. Даже такива прекрасно приспособени към условията на живот в Австралия животни като представителите на семейство Кенгурови изразходват четири пъти повече вода. Вомбатите зле понасят студа.
Фекалиите на вомбатите имат форма на кубчета, което е свързано с особения строеж на техния анален отвор.

## Родове
Семейство Vombatidae – Вомбати
- Род †Rhizophascolomus
- Род Vombatus
- Род †Phascolonus
- Род †Warendja
- Род †Ramasayia
- Род Lasiorhinus